# Valkjärvi (Villmanstrand, Södra Karelen, Finland)
Valkjärvi eller Syvä Valkjärvi är en sjö i Finland. Den ligger i kommunerna Villmanstrand och Miehikkälä i landskapen Södra Karelen och Kymmenedalen, i den södra delen av landet, 170 km öster om huvudstaden Helsingfors. Valkjärvi ligger 52 meter över havet. Arean är 48,9 hektar och strandlinjen är 4,56 kilometer lång. Sjön  ingår i Urpalanjokis huvudavrinningsområde.   I omgivningarna runt Valkjärvi växer i huvudsak barrskog.